# Rafael Martí de Viciana

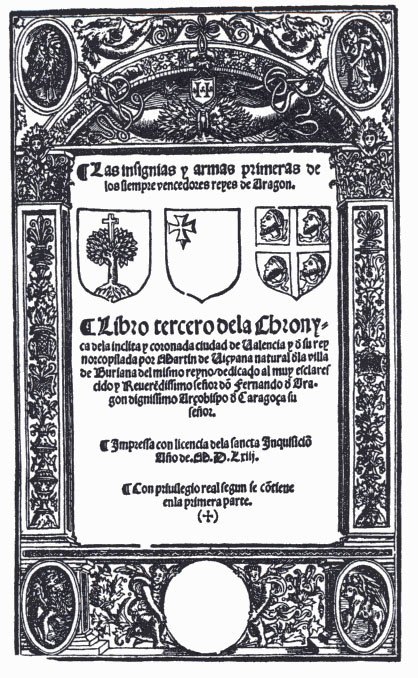
Crónica de la ínclita y coronada ciudad de Valencia y de su reyno, 1564

Rafael Martí de Viciana (Borriana, 1502 - València, 1582) fou, juntament amb Pere Antoni Beuter, l'historiador i cronista valencià més conegut del segle xvi. Pertanyia a la noblesa valenciana i era net del polític i escriptor Martí de Viciana (mort el 1492).

## Biografia
Realitzà alguns estudis en lleis a la Universitat de València, però a causa de l'esclat de la Guerra de les germanies no pogué finalitzar el doctorat en dret. Després de residir a la ciutat de València (1518-1520) es desplaçà a Dénia. Va participar en la Guerra de les germanies al costat del bàndol imperial, fent de correu entre el seu oncle, el governador de la demarcació foral de la Plana (governació dellà Uixó), Rampstó de Viciana, i el virrei Diego Hurtado de Mendoza. El 1522, presencià la mort de son pare a mans dels agermanats.
Després d'acabada la guerra començà a exercir de notari, alhora que d'escrivà de l'administrador de Borriana, on s'establí de nou.
Participà en les corts de Montsó de 1542 i fou síndic de diverses poblacions, com ara Borriana, Vila-real i Ademús. Participà en tant que síndic de Borriana en les corts celebrades a Vila-real el 1557.
El 13 de maig de 1559, consta la seua acta en el Llibre d'aveïnaments de la ciutat de València, raó per la qual hom pensa que l'etapa final de la seua vida la passà al Cap i Casal del Regne de València.

## Obres
La seua obra principal fou la Crónica de la ínclita y coronada ciudad de Valencia y de su reyno, en què invertí quaranta-huit anys de sa vida i hi articula una història general de la ciutat i el regne amb un esquema innovador, dividida en quatre llibres:
- Libro primero de la Crónica de la ínclita y coronada ciudad de Valencia y de su reyno, del qual no resta cap exemplar, en què descriu la història de la ciutat de València;

- Libro segundo de la Crónica de la ínclita y coronada ciudad de Valencia y de su reyno, en què fa referència als antecedents de la noblesa valenciana, ordenada per ordre alfabètic, fet que suposà la destrucció de molts exemplars, per tal com molts nobles se sentiren ofesos i menystinguts;

- Libro tercero de la Crónica de la ínclita y coronada ciudad de Valencia, en què fa una descripció curta de la noblesa espanyola i europea, del patrimoni reial i dels ordes militars i els monestirs del Regne de València.

- Libro quarto de la Crónica de la ínclita y coronada ciudad de Valencia,[1] en què descriu la Guerra de les germanies.

Tota l'obra fou primerament escrita en valencià, però en el context de castellanització de les classes dirigents del Regne de València del segle xvi, va decidir publicar-la finalment en castellà, seguint l'exemple d'altres cronistes valencians coetanis, com ara Beuter, que també canviaren el valencià pel castellà. S'edità el 1566 i no es tornà a reeditar fins al 1881.
|  |

Una altra de les seues obres fou el Libro de las alabanzas de las lenguas hebrea, griega, latina, castellana y valenciana, en què exposa les dificultats de castellanització de la llengua dels valencians.